# Crassula southii
Crassula southii (лат.) — вид растений рода Толстянка (Crassula) семейства Толстянковые (Crassulaceae), естественно произрастающий на территории Капской провинции и Квазулу-Натал Южно-Африканской Республики.

## Таксономия
Crassula southii Schönland, первое упоминание в J. Linn. Soc., Bot. 31: 550 (1895).

### Подвиды
Подтвержденные подвиды в соответствии с данными сайта Plants of the World Online на 2024 год:
- Crassula southii subsp. southii — прямостоячие однолетние или двулетние растения с ветвистыми стеблями до 25 см высотой. Листья размером 4–15 × 3–4 мм, очередные, уплощенные, треугольные, шиловидные, голые, серо-зеленые, с реснитчатыми краями и острой верхушкой, на которой находятся крепкие волоски. Соцветия представляют собой прямостоячие верхушечные округлые тирсы с одним или несколькими дихазиями, прицветники листовидные, уменьшаются по мере подъема кверху. Цветки на коротких цветоножках, чашелистики до 3,5 мм, треугольные, голые, с крепкими волосками на верхушке. Венчик трубчатый, кремового или белого цвета, до 3 мм длиной, лепестки продолговато-обратноланцетные, до 3 мм длиной, сросшиеся у основания, с закругленными и слегка кубчатыми кончиками, прямостоячие. Пыльники коричневого цвета. Цветет в середине лета[2].
- Crassula southii subsp. sphaerocephala Toelken — отличается извилистыми, полегающими ветвями до 15 см длиной. Листья узкотреугольные, шириной до 2 мм. Цветение продолжается с середины лета до осени[3].